# Hüttengraben (Gemeinde Tragöß-Sankt Katharein)
Hüttengraben ist eine Ortschaft und eine Katastralgemeinde der Gemeinde Tragöß-Sankt Katharein im Bezirk Bruck-Mürzzuschlag in Steiermark.
Die Streusiedlung besteht aus mehreren Einzellagen. Über den Sattler (1007 m ü. A.) besteht eine Straßenverbindung mit Lonschitz. In unmittelbarer Nähe befindet sich auch das Lärchegg (1020 m ü. A.), eine weitere Passverbindung, die zwar etwas höher liegt, dafür aber kürzer ist. In früheren Zeiten wurde das Lärchegg zu Fuß benutzt und der Sattler war Fuhrwerken vorbehalten.

## Siedlungsentwicklung
Zum Jahreswechsel 1979/1980 befanden sich in der Katastralgemeinde Hüttengraben insgesamt 37 Bauflächen mit 19.067 m² und 22 Gärten auf 22.118 m², 1989/1990 gab es 36 Bauflächen. 1999/2000 war die Zahl der Bauflächen auf 125 angewachsen und 2009/2010 bestanden 65 Gebäude auf 120 Bauflächen.

## Bodennutzung
Die Katastralgemeinde ist forstwirtschaftlich geprägt. 186 Hektar wurden zum Jahreswechsel 1979/1980 landwirtschaftlich genutzt und 580 Hektar waren forstwirtschaftlich geführte Waldflächen. 1999/2000 wurde auf 118 Hektar Landwirtschaft betrieben und 632 Hektar waren als forstwirtschaftlich genutzte Flächen ausgewiesen. Ende 2018 waren 67 Hektar als landwirtschaftliche Flächen genutzt und Forstwirtschaft wurde auf 656 Hektar betrieben. Die durchschnittliche Bodenklimazahl von Hüttengraben beträgt 15,5 (Stand 2010).